# Peperomia borbonensis
Peperomia borbonensis är en pepparväxtart som beskrevs av Friedrich Anton Wilhelm Miquel. Peperomia borbonensis ingår i släktet peperomior, och familjen pepparväxter. Inga underarter finns listade i Catalogue of Life.